# Gondofares I

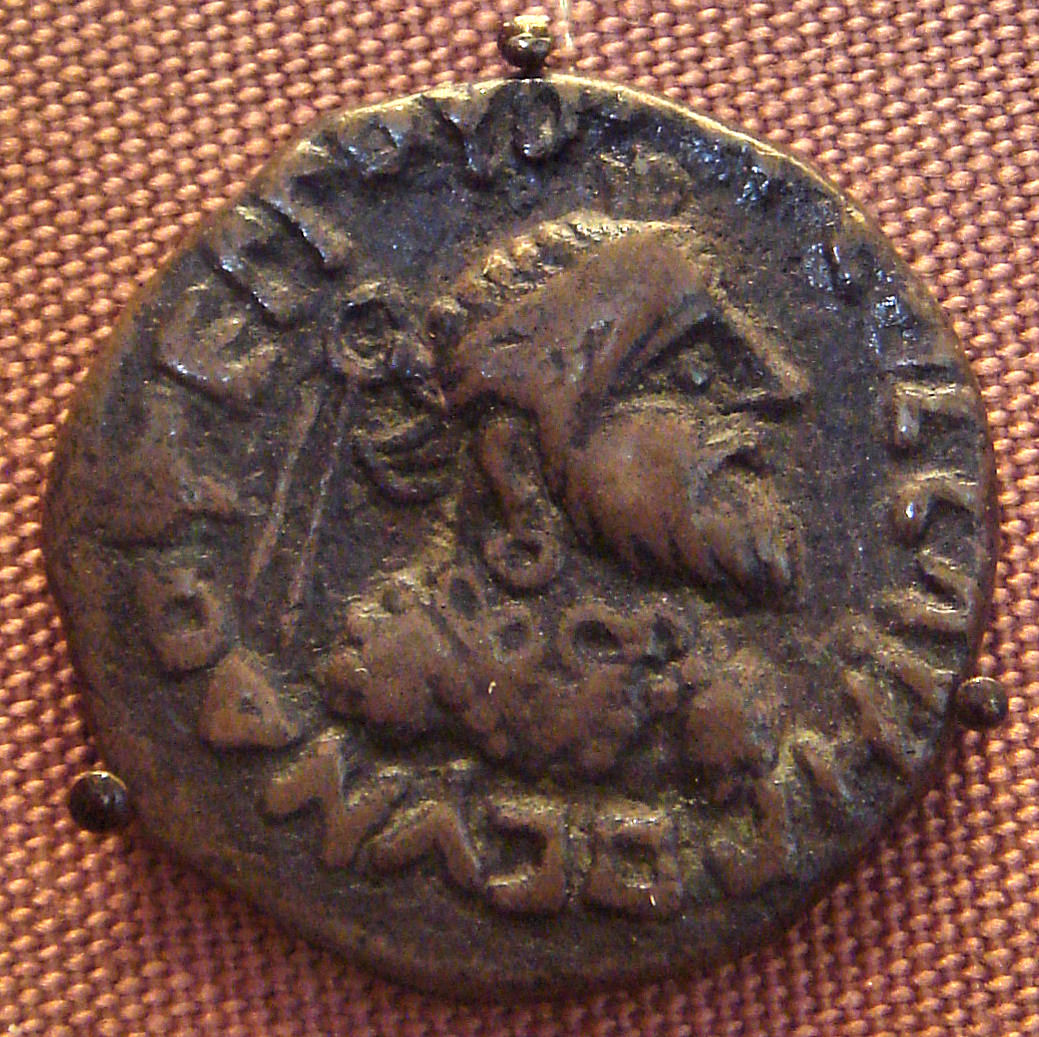
Moneda de Gondofares I. Museu Britànic.

Gondofares I fou el primer rei del Regne Indopart, que governà en el període 21-47. La capital n'era Kabul.

## Història
Gondofares I va arrabassar la vall de Kabul i el Panjab als indoescites, i assumí el títol hel·lenístic d'autocràtor, que detentaven els reis de la dinastia arsàcida. L'extensió del seu regne es coneix aproximadament per la distribució de les seues monedes, trobades en excavacions efectuades al s. XIX.
El regne comença a fragmentar-se a partir de la seua mort, amb el seu successor Abdagases I, i són conquerits aquests territoris per l'Imperi kuixan al voltant de l'any 75. Més tard, el regne quedà limitat a Afganistan. En acabant, el darrer rei indopart, Pacoros (100-135), només va governar a Sakastene i Turan.

## Llegendes
S'ha relacionat Gondofares I amb Tomàs apòstol, segons les tradicions cristianes primerenques replegades en les Actes de Tomàs. Segons aquestes, Tomás fou comprat com a esclau a Síria per Habban, un enviat del rei Gondofares I. Després de ser-li presentat, predicà a Kerala, on batejà molts nadius, i els seus descendents es coneixen com a cristians de sant Tomàs.
La catedral de Troyes a l'estat francés, famosa pels vitralls, en conté un en què, suposadament, es representa el rei Gondofares I.
El nom Gondofares fou traduït a l'armeni com Gastaphar, i a les llengües occidentals com Gaspar. S'ha especulat que aquest fora el Gaspar, rei de l'Índia que, segons els textos apòcrifs de la tradició cristiana oriental, formaria part dels tres reis d'Orient que van acudir al naixement de Crist.